# Blast beat
Blast beat je tehnika igranja bobnov, ritmi so hitri. Igra se po drumli, čineli, bas bobnu.